# Modaal partikel
Een modaal partikel is een vooral in de gesproken taal veelvoorkomend onverbogen woord, met behulp waarvan de spreker een zekere modaliteit uitdrukt, vaak een soort stopwoord. De vertaling van dit soort woorden is meestal niet letterlijk of is problematisch en in hoge mate contextgebonden.  

## Functie
Omdat de zin in puur syntactisch opzicht meestal correct blijft wanneer een modaal partikel wordt weggelaten, worden deze woorden vaak als "leeg" beschouwd. Anders dan bij een pleonasme of tautologie wordt er door middel van een modaal partikel echter wel degelijk iets inhoudelijks toegevoegd, zij het zonder dat de betekenis van de propositie als geheel wezenlijk verandert. Aangezien het een vorm van modaliteit betreft, heeft deze toevoeging over het algemeen een subjectief karakter.

## Voorbeelden
Modale partikels worden veelvuldig gebruikt in onder andere het Nederlands, Duits, Indonesisch, Russisch, Chinees en Japans. Er zijn ook veel talen, zoals het Frans, die een aantal modale partikels kennen die niet zo veel voorkomen.

#### Nederlands
Veel gebruikte modale partikels in het Nederlands zijn onder meer:
- toch - Dat zou je toch moeten weten!
- wel - Ik heb het hem wel gezegd.
- nou/nu - Hou nou/nu op!
- maar - Doe maar wat je niet laten kunt.
- even - Kun je het raam even dichtdoen?
- eens - Bel hem eens op, hij zal nou wel thuis zijn.
- nu eenmaal - Het is nu eenmaal zo, daar is niks aan te doen.
- hoor - Dat is niet waar hoor.

Van het modale partikel eens bestaan de onbeklemtoonde varianten 'ns of 's. Opmerkelijk is dat het modale partikel even een diminutieve variant eventjes en meerdere spreektaalvarianten, waaronder effe en effetjes, kent.
Sommige modale partikels kunnen ook worden gecombineerd, vaak om nog meer nadruk te leggen of een bevel eerst te benadrukken om vervolgens weer te verzachten tot een verzoek: 
- Hou nou toch (eens) op!
- Sluit dan nou toch maar eens even het raam hoor.

#### Duits
De drie onderstaande zinnen betekenen ongeveer "Ik ben daar al eens geweest, zoals je behoort te weten": 
- ja: Ich bin ja vorhin schon einmal da gewesen
  - komt ook in het Gronings en Drents voor: Ik bin daar ja weest.
- doch: Ich bin doch vorhin schon einmal da gewesen.
- halt: Ich bin halt vorhin schon einmal da gewesen.

#### Frans
Ook het Frans kent enkele modale partikels, zij het in mindere mate dan het Duits en Nederlands. De betekenis van het Franse donc komt min of meer overeen met die van de Nederlandse modale partikels toch, nou en maar, bijvoorbeeld wanneer de spreker een zekere ergernis uitdrukt:
- Si t'es pour encore te lâcher comme tu viens de faire, va-t'en donc faire ça ailleurs!/ "Als je het er nog een keer zo bij laat zitten, ga het dan (toch/maar) ergens anders doen!".